# باشقورتاران
باشقورتاران، روستایی از توابع بخش شیرین‌سو شهرستان کبودرآهنگ در استان همدان ایران است.

## جمعیت
این روستا در دهستان مهربان علیا قرار دارد و براساس سرشماری مرکز آمار ایران در سال ۱۳۹۵، جمعیت آن ۲۰۲ نفر (۵۹خانوار) بوده است.

## قلعه سنگی

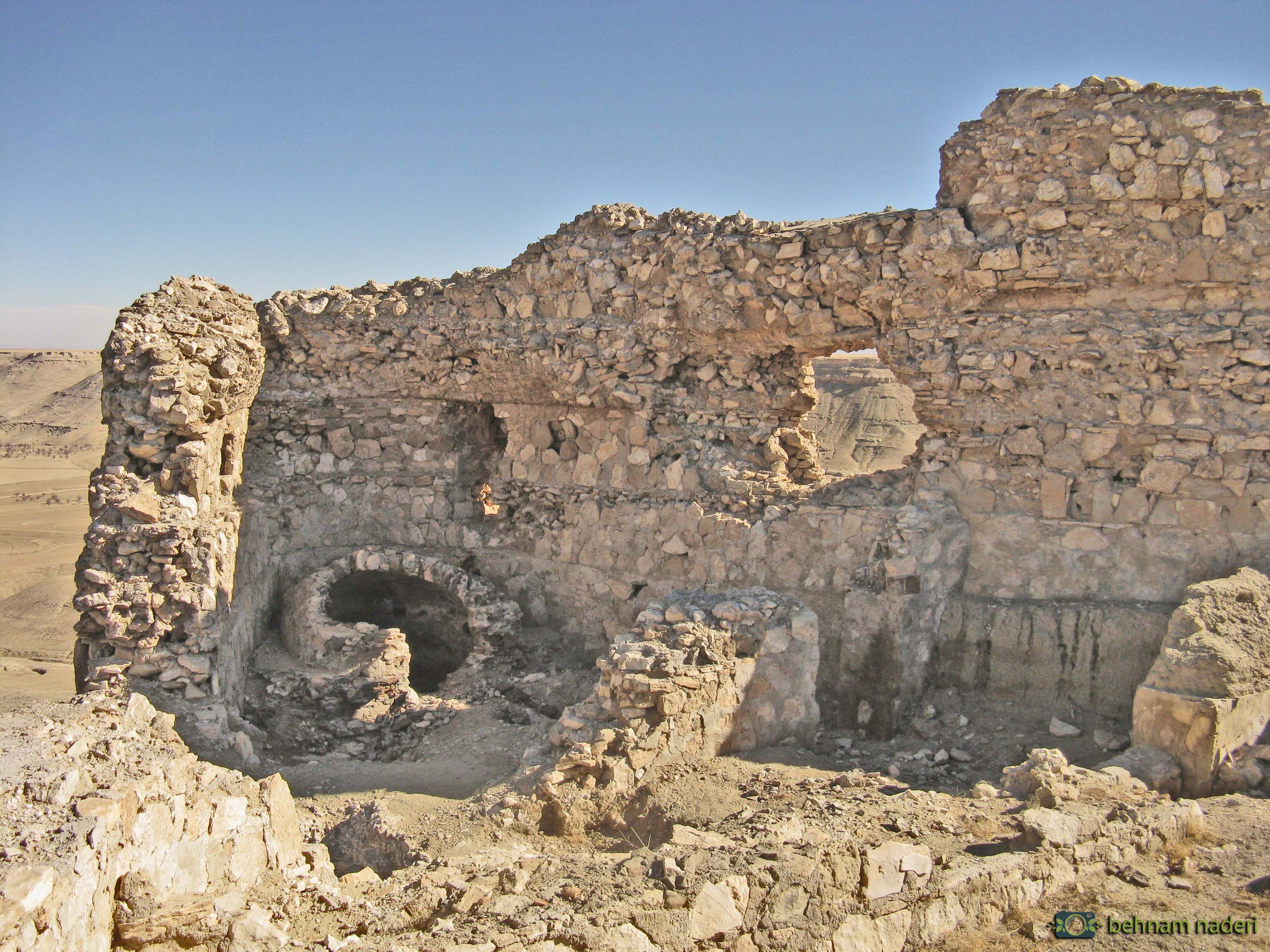
سازهای ساروجی بر فراز قلعه باشقورتاران

قلعه‌ای سنگی در فاصله ۱٫۵ کیلومتری ضلع جنوبی روستا قرار دارد که بر فراز کوهی قرار گرفته و دسترسی به آن از طریق مسیری مال‌رو با شیب تند امکان‌پذیر است، در تاریخ ۱۸ بهمن ۱۳۸۹ به شماره ۳۰۰۱۹ در فهرست آثار ملی ایران به ثبت رسیده است.
از فراز این قلعه می‌توان گسترده وسیعی از دره‌ها، دشت‌ها و ارتفاعات پیرامونی منطقه را زیر پوشش دیده‌بانی قرار داد، این محوطه تاریخی در دوره میانی اسلامی از مهم‌ترین استقرارهای فرهنگی منطقه به‌شمار می‌آمد که بر اساس داده‌های باستان‌شناسان به عنوان حلقه ارتباطی با حوزه‌های فرهنگی دشت همدان و زنجان ایفای نقش کرده است، نحوه برپایی و شکل‌گیری آن در ارتفاع، بیانگر اهمیت سوق‌الجیشی و استراتژیک آن در تبادلات فرهنگی، اقتصادی و سیاسی منطقه است، این قلعه با حصارهای دفاعی و مستحکم همانند قلعه‌های نظامی و دفاعی است که متناسب با بستر صخره‌ای آن شکل و فرم یافته استفحصار قلعه به صورت دیواره سنگی قطور و برجک‌های دیده‌بانی با مصالح سنگ لاشه و ملاط ساروج در بیشتر قسمت‌های آن هنوز برجا مانده و در برخی بخش‌ها به مرور زمان فرو ریخته است.

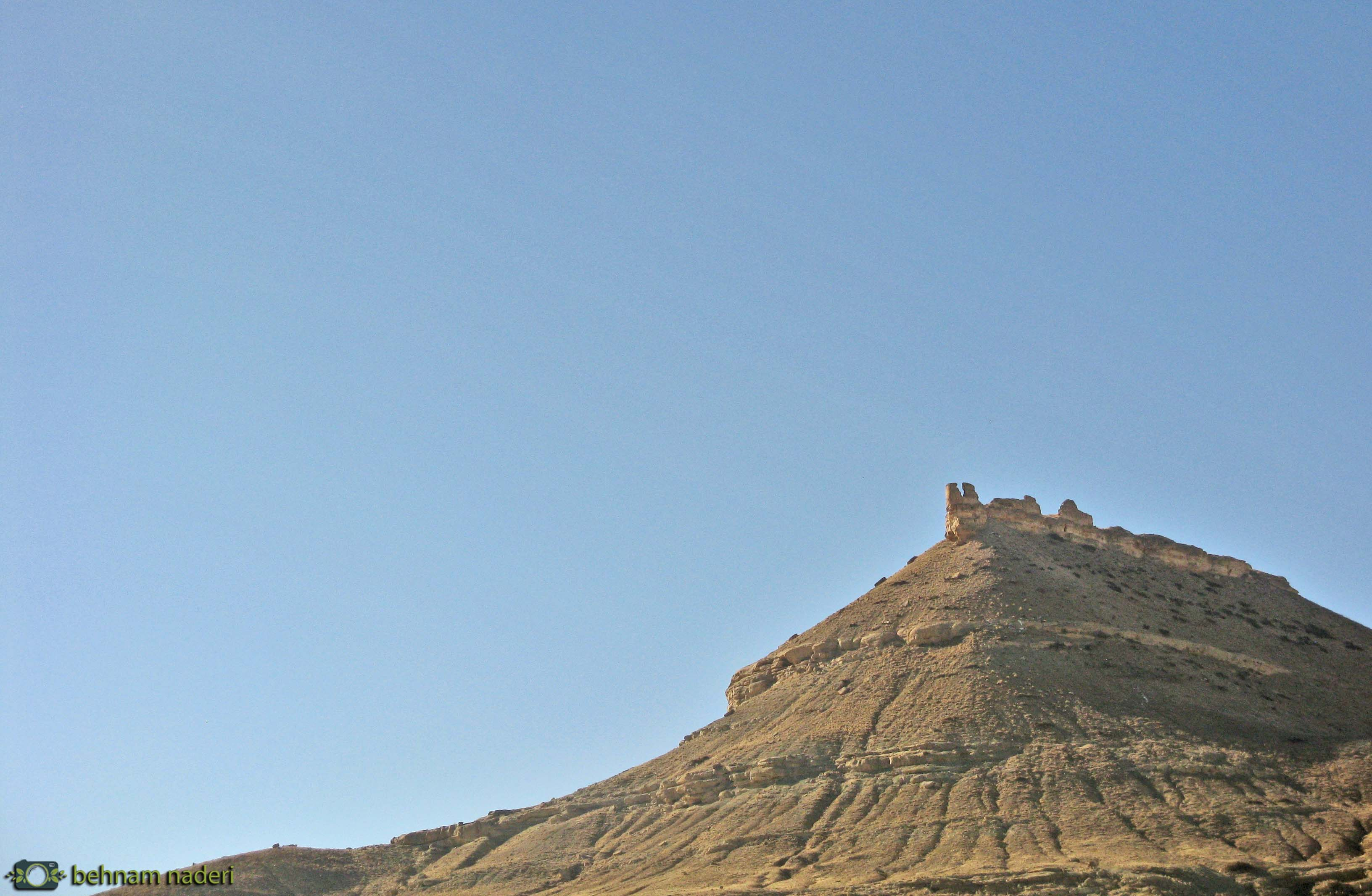
قلعه تاریخی [http://www.farsnews.com/newstext.php?nn=13920920000683 باشقورتاران

از دیگر آثار تاریخی روستا می‌توان به حمام سنگی و همچنین دو باب خانه تاریخی اربابی اشاره کرد.
با توجه به نحوه ساخت، به نظر می‌رسد پایه اولیه قلعه در دوره ساسانیان بنا نهاده شده و سپس در دوره اسماعیلیان مجدداً مورد استفاده قرار گرفته است. در حال حاضر، بیشتر بخش‌های قلعه در زیر خاک مدفون است و تنها یک یا دو بنا از آن بیرون از خاک قرار دارد.
به گفته رئیس میراث فرهنگی کبودراهنگ، با توجه به دوری قلعه از روستا و شهر و همچنین هزینه‌های بالای مرمت و نگهداری، احیای قلعه در حال حاضر ضرورتی ندارد. همچنین، به دلیل فاصله زیاد قلعه از روستا و شهر، این اثر تاریخی گردشگری ندارد.
در سال ۱۳۹۱، یک فصل کاوش باستان‌شناسی در قلعه انجام شد که طی آن چند فضای معماری مانند آب انبار و تنورهای کوچک و بزرگ در قلعه پیدا شد. مصالح به کار رفته در بنا، تخته سنگ‌های طبیعی و ملات ساروج است و در بعضی از قسمت‌ها آجر در اندازه‌های کوچک استفاده شده است. عمده سفال‌های به دست آمده از قلعه نیز مربوط به قرون چهار تا هفتم هجری قمری است.